# Море Густава Адолфа
Море Густава Адолфа је релативно мала акваторија Северног леденог океана смештена између острва Борден и Мекензи Кинг на западу и острва Елеф Рингнес на истоку те острва Лохид на југу. На северу је отворено ка Арктичком океану.
Подручје је открио норвешки поларни истраживач Ото Свердруп 1902. године и назвао га у част тадашњег шведског престолонаследника принца Густава VI.